# Sarajevo-Tunnel

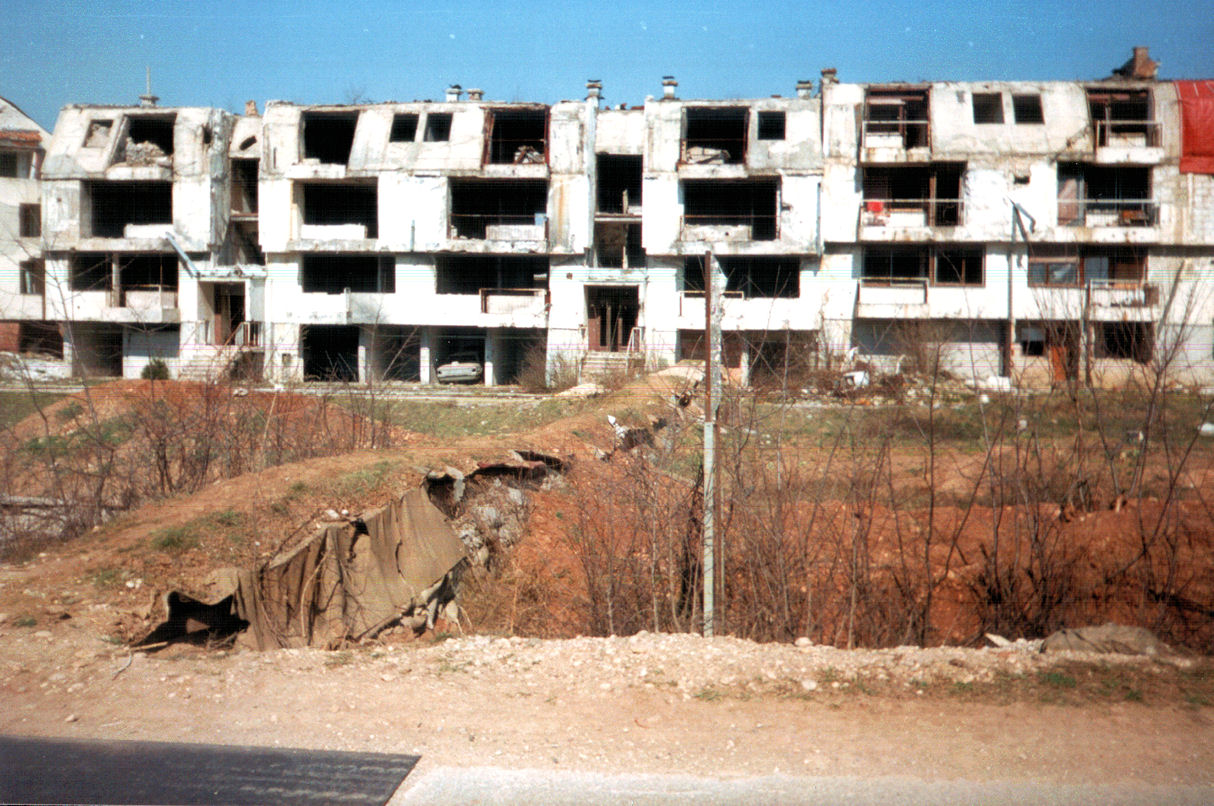
Der Sarajevo-Tunnel vor zerstörten Gebäuden

Der Sarajevo-Tunnel war ein Fluchttunnel während der Belagerung von Sarajevo (1992–1995). Er war eine unterirdische Fußweg-Verbindung unter der Start- und Landebahn des Flughafens Sarajevo zwischen dem durch serbische Streitkräfte belagerten bosnisch-kroatischen Teil der bosnischen Hauptstadt Sarajevo und einer angrenzenden Vorort-Gemeinde, die nicht belagert war. Er diente ab Mitte 1993 sowohl zur Flucht aus als auch zur Versorgung der belagerten Stadt.

## Geschichte

### Entstehung
Die Belagerung von Sarajevo war Teil des Bosnienkriegs.
Im Juli 1992 übernahmen die Vereinten Nationen (UNPROFOR) die Kontrolle über den Flughafen als UN-Schutzzone. Es wurde ein Abkommen zwischen den Vereinten Nationen und den Serben geschlossen, dass der Flughafen nur für Zwecke der Vereinten Nationen genutzt werden durfte. So ging ein strategisch wichtiger Punkt für die Einwohner verloren, da sich der Flughafen zwischen der Stadt und unbesetztem Gebiet befand. Sarajevo verlor den einzigen Versorgungsweg, da serbische Scharfschützen ein Überqueren der Start- und Landebahn unmöglich machten.

### Planung
Die schwierigen Lebensbedingungen und die gefährliche Überquerung des Flugfeldes brachten die Menschen auf die Idee, eine unterirdische Verbindung herzustellen. Ende 1992 wurde die Idee zum Bau des Tunnels ins Leben gerufen und man fand zwei Ingenieure und zwei Vermessungstechniker, die für die Planung des Baus zuständig waren. Die Entwicklung des Projektes war geheim und es war ein hohes Maß an Professionalität gefordert, da der Tunnel direkt unter dem Flughafen hindurch gebaut werden musste. Die beiden Ausgänge befanden sich in Dobrinja (innerhalb der Stadt) und in Butmir (außerhalb der Stadt). Der Tunnel wurde von diesen zwei Seiten begonnen, daher musste die Richtungsbestimmung bei den Grabungsarbeiten sehr genau sein. Das Projekt D-B communication wurde im Januar 1993 fertiggestellt und genehmigt.

### Bau
Der Bau in Dobrinja wurde am 18. Januar 1993 begonnen, die Arbeiten kamen aber nur langsam voran. Schlechtes Wetter, Mangel an Material und Personal, Bedrohung durch Beschuss und andere Umstände erschwerten die Arbeiten. Man arbeitete nur mit der vorhandenen Muskelkraft, Schaufeln und Spitzhacken. Durch die Unterstützung der bosnischen Regierung und deren Befehle zum Sammeln von Werkzeug und zur Verpflichtung von Arbeitskräften wurden die Arbeiten definitiv am 28. März 1993 mit allen verfügbaren Mitteln begonnen. Der Ausbruch des Krieges mit den Kroaten verschärfte die Situation zusätzlich. Die Tunnelgrabungen bedeuteten das Überleben Sarajevos und trotz aller Umstände musste der Tunnel realisiert werden. 
Die Arbeiten in Butmir begannen am 28. April 1993 in der Nähe des Hauses der Familie Kolar. Man arbeitete in drei Schichten, 24 Stunden am Tag. Ein sehr großes Problem war das eintretende Grundwasser. Weil die Stromversorgung ständig ausfiel, musste das Wasser von Hand in Eimern und Kanistern aus dem Tunnel geschafft werden. Während der Arbeiten wurde die Installation der Lampen vorgenommen, die von einem kleinen Stromgenerator versorgt wurden. Der Bodenaushub wurde mit kleinen Schubkarren aus dem Tunnel geschafft und in der Nähe der Tunnelausgänge gelagert, er bildete somit gleichzeitig einen Schutz vor serbischen Angriffen.
Insgesamt wurden 2.800 Kubikmeter Erde herausgebracht sowie etwa 170 Kubikmeter Holz und 45 Tonnen Metall verbaut. Der Tunnel war 800 Meter lang und hatte eine durchschnittliche Breite von einem Meter und eine durchschnittliche Höhe von 1,5 Metern.

### Nutzung
In der ersten Nacht, in der der Tunnel fertiggestellt war, wurden zwölf Tonnen militärische Güter in die Stadt befördert und eine große Gruppe Soldaten verließ Sarajevo, um den Zugang zum Tunnel von außerhalb zu verteidigen. Die Verbindung zwischen den zwei Zugängen bestand aus zwei Feldfernsprechern. Um den Tunnel benutzen zu können, war eine Erlaubnis der für den Tunnel zuständigen Militärführung nötig, die aber kostenlos erteilt wurde.
Anfangs musste im Tunnel alles auf dem Rücken getragen oder mit den Händen transportiert werden. Es wurden Nahrungsmittel, Zigaretten, Öl, Munition, Waffen, Medikamente, Verwundete und vieles mehr transportiert. Nach Fertigstellung der Schienenverbindung wurden kleine Karren gebaut, die den Transport erheblich vereinfachten. Jeder Karren beförderte ein Gewicht von 200 bis 300 kg. Das eintretende Grundwasser und unzureichende Pumpen führten dazu, dass die Leute oft in knietiefem Wasser gehen mussten. Zweimal war der Tunnel bis zur Decke überflutet, daher wurden größere Pumpen eingebaut und so das Problem gelöst.
Der Tunnel konnte nur im Einbahnsystem genutzt werden. Menschengruppen zwischen 20 und 1.000 Personen liefen durch den Tunnel, wobei jeder noch etwa 50 kg Nahrungsmittel mit sich schleppte. Die Wegzeit für größere Gruppen lag bei bis zu zwei Stunden, im Durchschnitt nutzten 4.000 Menschen pro Tag den Tunnel. Aufgrund des permanenten Beschusses durch die Serben und der Gefahr durch die Scharfschützen wurde der Materialtransport in der Nacht durchgeführt und so pro Nacht etwa 20 Tonnen transportiert. Da in Sarajevo Treibstoffmangel herrschte, wurde eine Pipeline in den Tunnel eingebaut. Weiter wurden ein Telefonkabel und ein 12-Megawatt-Starkstromkabel eingezogen. Nach der Installation der Pipeline und der Kabel war die Benutzung des Tunnels sehr gefährlich. Die Leute mussten zum Teil bei Hochwasser im Tunnel mit einem Starkstromkabel auf der einen Seite und einer Pipeline auf der anderen Seite gehen.

## Einschätzung
Der Tunnel von Sarajevo war von entscheidender Bedeutung für die Stadt und die Bosniaken. Als militärische Nachrichtenverbindung machte er die Bewegung von Truppen und Material zum richtigen Zeitpunkt möglich. Er erlaubte den Transport von Nahrungsmitteln und Produktionsmitteln. Der Tunnel ermöglichte es der Regierung, arbeitsbereit zu bleiben, und dem Parlament die Ein- und Ausreise.

## Museum
Heute ist das Haus der Familie Kolar in Butmir (43° 49′ 11,35″ N, 18° 20′ 14,23″ O) mit dem Eingang und einem Originalstück des Tunnels von 20 Metern Länge ein Museum. In einem Raum im Keller werden Objekte aus der Tunnelzeit gezeigt, im Gedenkzimmer befinden sich sehr viele Aufnahmen aus der Zeit des Tunnelbaus und aus der Zeit der Benutzung. Ebenfalls zu besichtigen sind einige Karren, die so ausgestattet sind, wie sie damals durch die Röhre liefen. Es gibt weiter die Möglichkeit, sich einen Dokumentarfilm anzusehen und sich im Gästebuch einzutragen. 

## Galerie

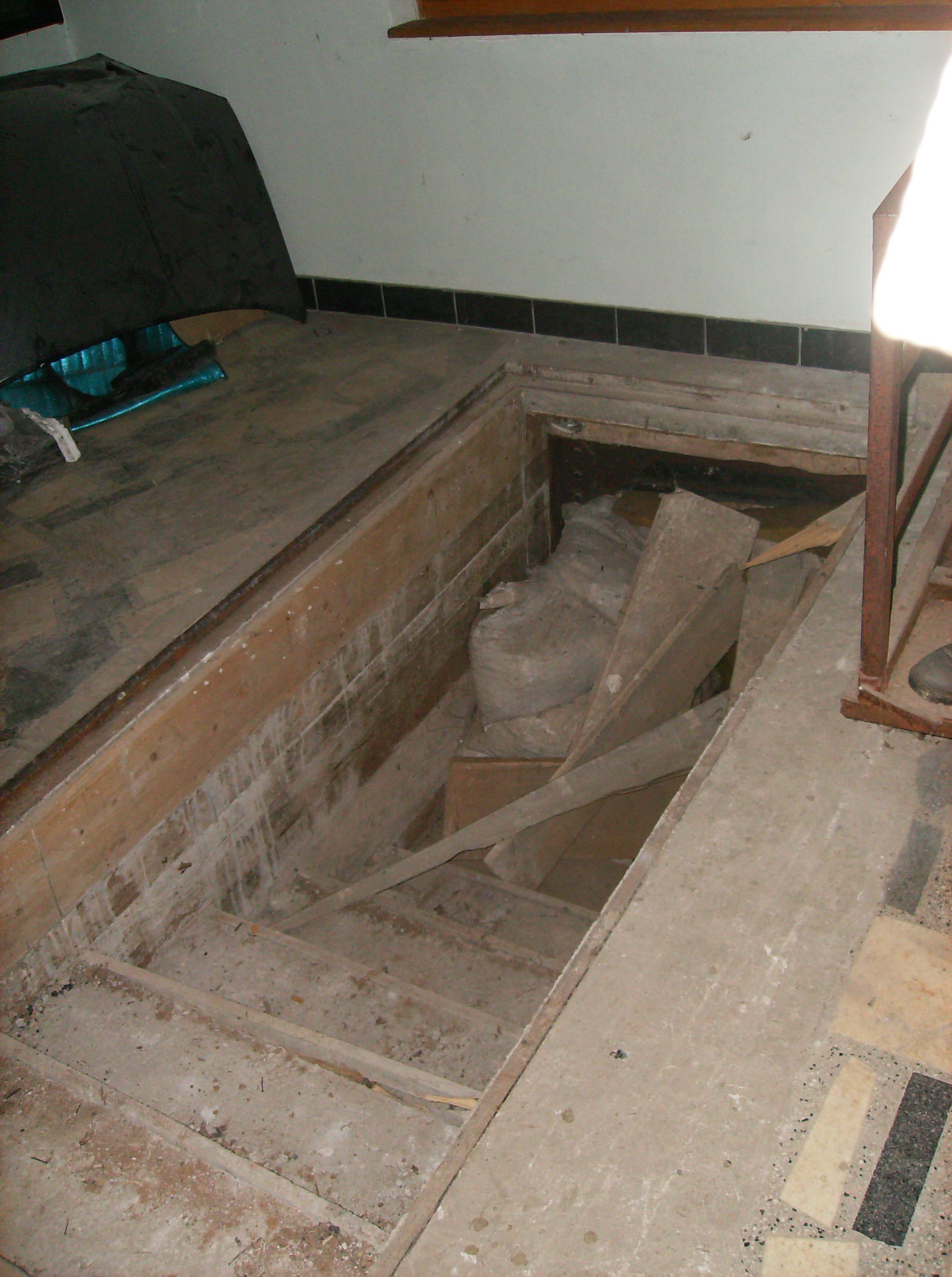
Nördlicher Tunnelausgang
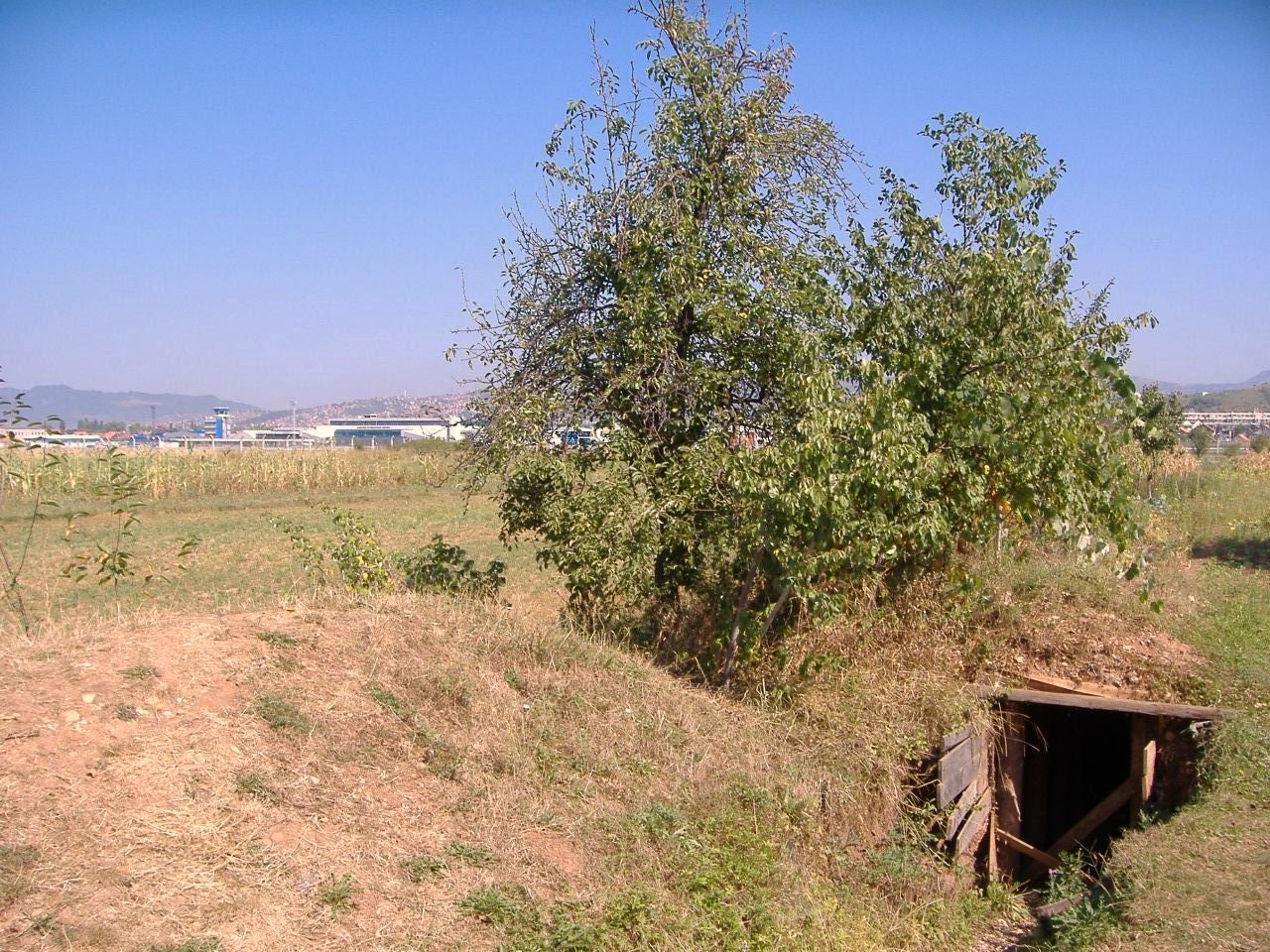
Südlicher Tunneleingang, im Hintergrund der Flughafen
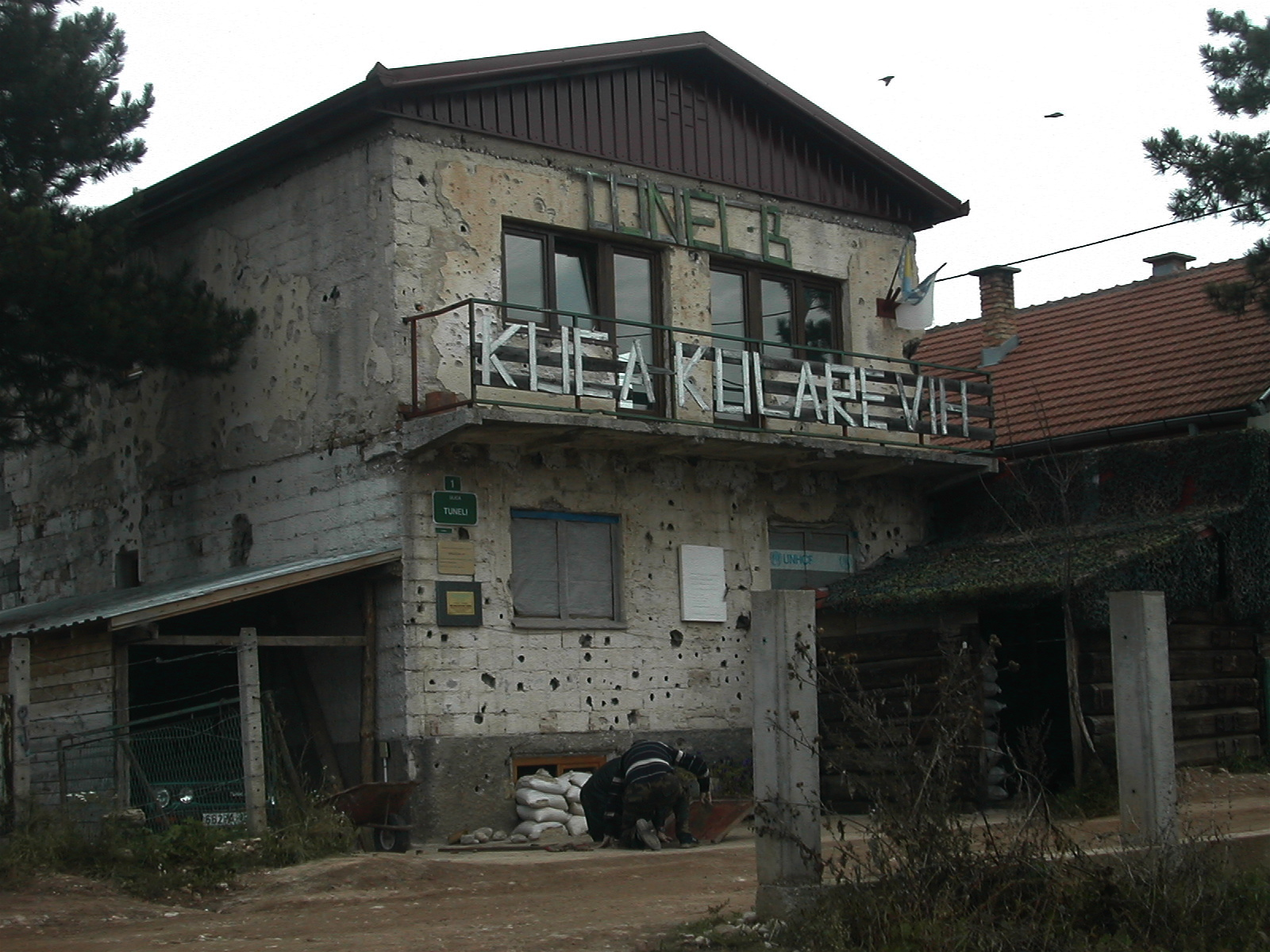
Südlicher Tunneleingang hinter diesem Privathaus. Heute befindet sich hier ein kleines privates Museum.
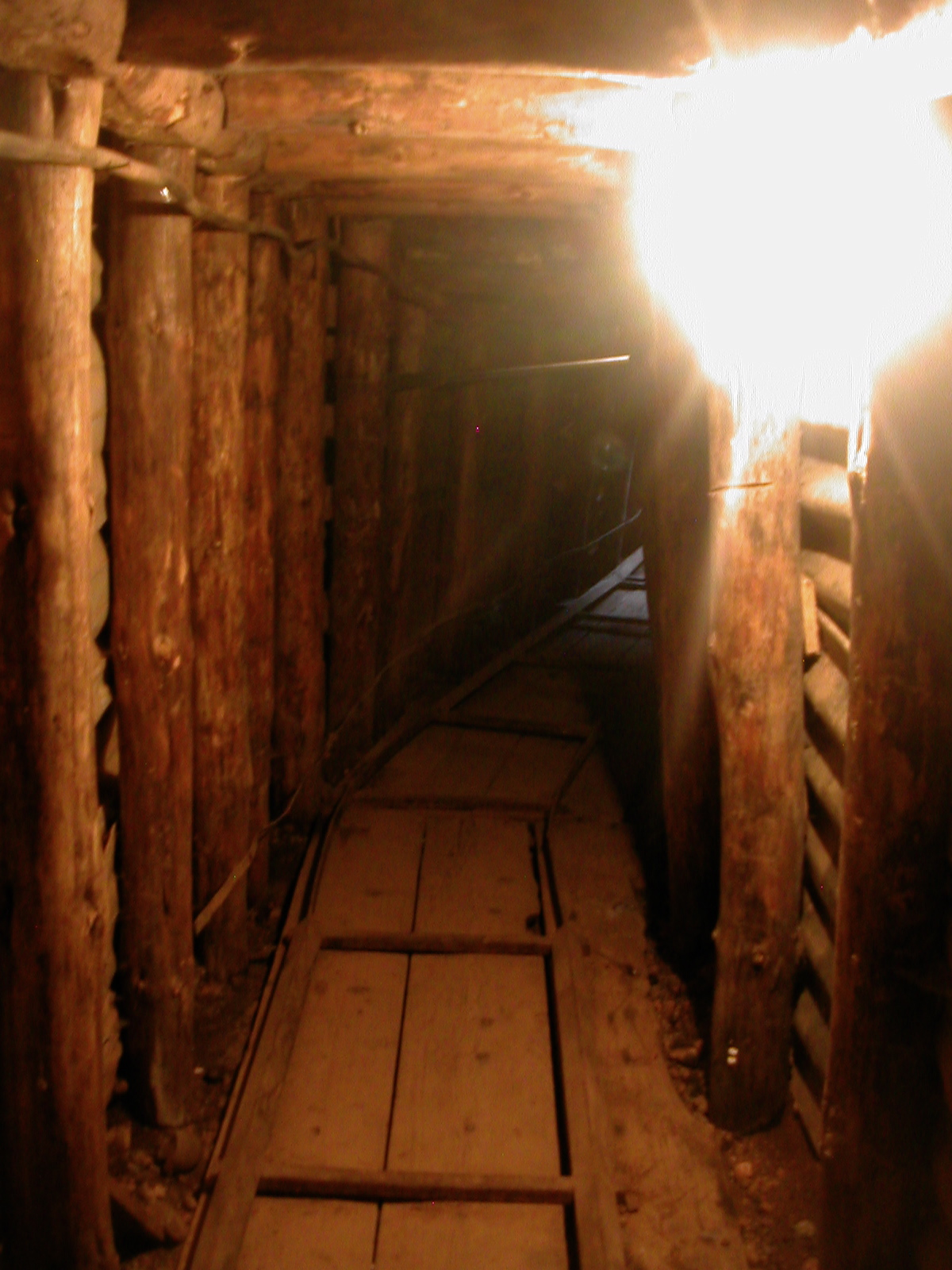
Wiederhergestelltes Teilstück des Tunnels
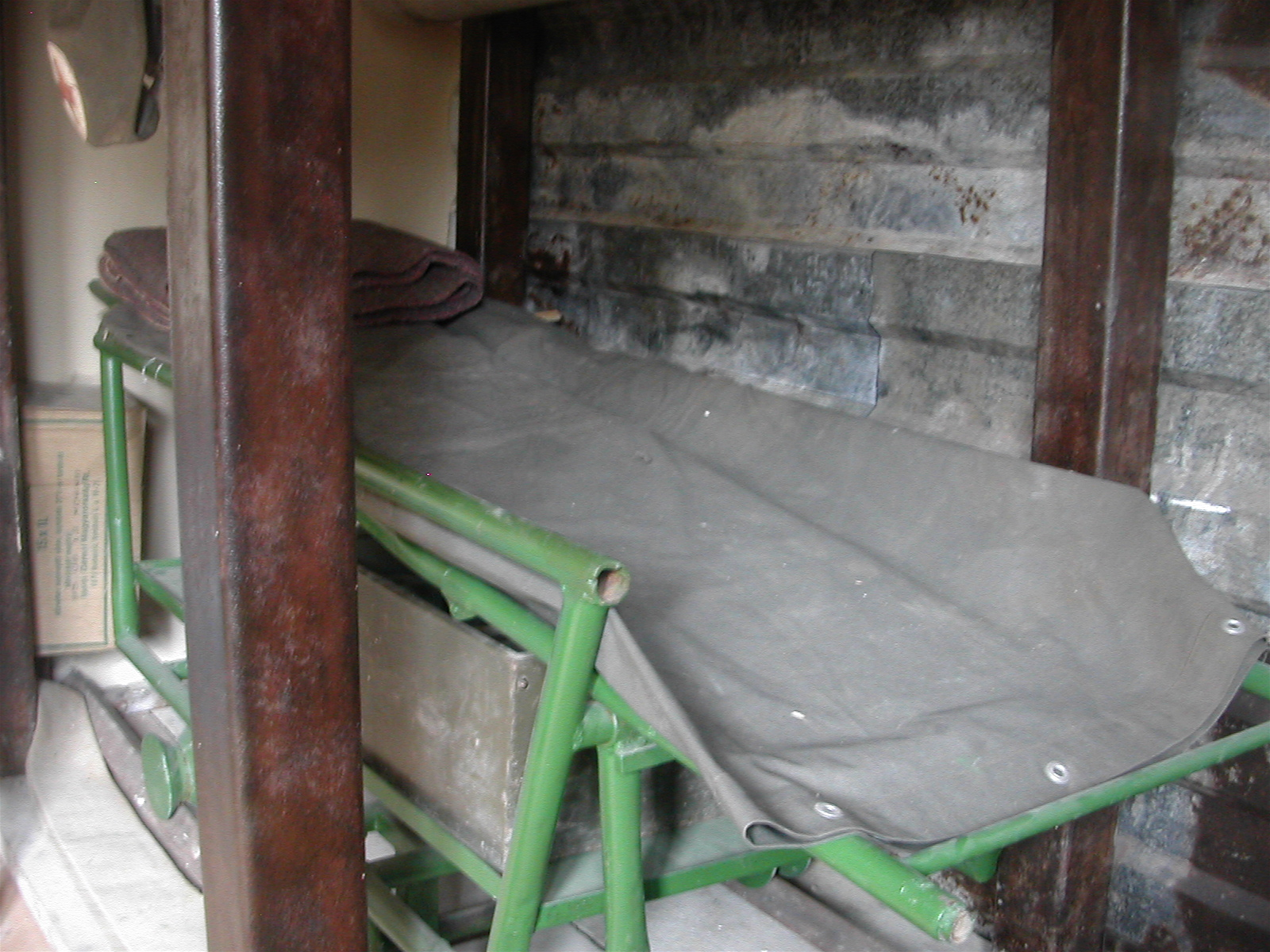
Lore, mit der Menschen und Material durch den Tunnel befördert werden konnten
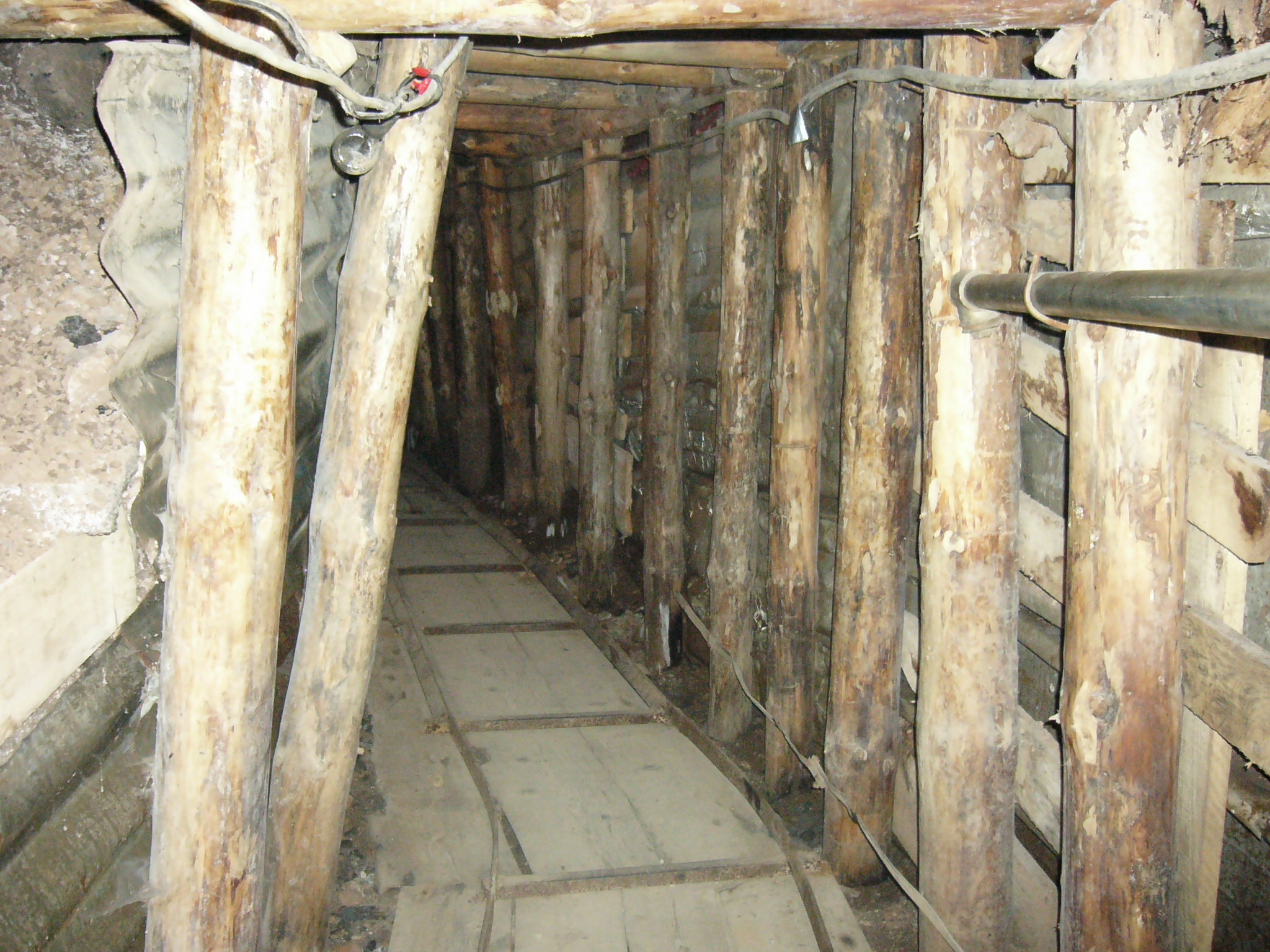
Weitere Tunnelaufnahme

## Dokumentarfilm
- Michael Möller, Slavica Vlahovic: Der Tunnel von Sarajevo. Deutschland 2009. 90 Min.